# Charles Yantchio
Charles Yantchio – nigeryjski piłkarz grający na pozycji prawego obrońcy. W swojej karierze grał w reprezentacji Nigerii.

## Kariera reprezentacyjna
W 1982 roku Yantchio został powołany do reprezentacji Nigerii na Puchar Narodów Afryki 1982. Zagrał w nim w dwóch meczach grupowych: z Etiopią (3:0) i z Algierią (1:2).